# In the Ayer
In the Ayer – trzeci singel amerykańskiego rapera Flo Ridy z jego pierwszego albumu studyjnego zatytułowanego Mail on Sunday. Utwór został nagrany z gościnnym udziałem amerykańskiego piosenkarza R&B will.i.am i wyprodukowany przez niego. Singel w Stanach Zjednoczonych dotarł do #9 miejsca stając się tym samym drugim w karierze Flo Ridy singlem w pierwszej dziesiątce notowania Billboard Hot 100. Uzyskał status platynowej płyty  w Stanach Zjednoczonych i Kanadzie.

## Lista utworów
- Digital download[5]

1. "In the Ayer" (feat. will.i.am) – 3:40

## Teledysk
Teledysk swoją oficjalną premierę miał 13 czerwca 2008 roku. Reżyserią zajął się Shane Drake. Video przedstawia sceny z Flo Ridą w banku i razem z will.i.amem na zabawie.

## Pozycje na listach

### Listy przebojów
| Lista (2008)                       | Najwyższa pozycja |
| ---------------------------------- | ----------------- |
| Australia (ARIA Charts)            | 19                |
| Kanada (Canadian Hot 100)          | 74                |
| Niemcy (Media Control Charts)      | 50                |
| Nowa Zelandia (RIANZ)              | 9                 |
| Irlandia (IRMA)                    | 13                |
| Szwecja (Sverigetopplistan)        | 20                |
| Wielka Brytania (UK Singles Chart) | 29                |
| US Billboard Hot 100               | 9                 |

| Lista (2008)      | Pozycja |
| ----------------- | ------- |
| Australia         | 84      |
| Stany Zjednoczone | 59      |

## Certyfikaty
| Państwo           | Status          |
| ----------------- | --------------- |
| Kanada            | platynowa płyta |
| Stany Zjednoczone | platynowa płyta |

## Historia wydania
| Kraj              | Data wydania    | Format           | Wytwórnia                               |
| ----------------- | --------------- | ---------------- | --------------------------------------- |
| Stany Zjednoczone | 8 sierpnia 2008 | Digital download | Atlantic Records, Poe Boy Entertainment |